# Discours de la pierre angulaire

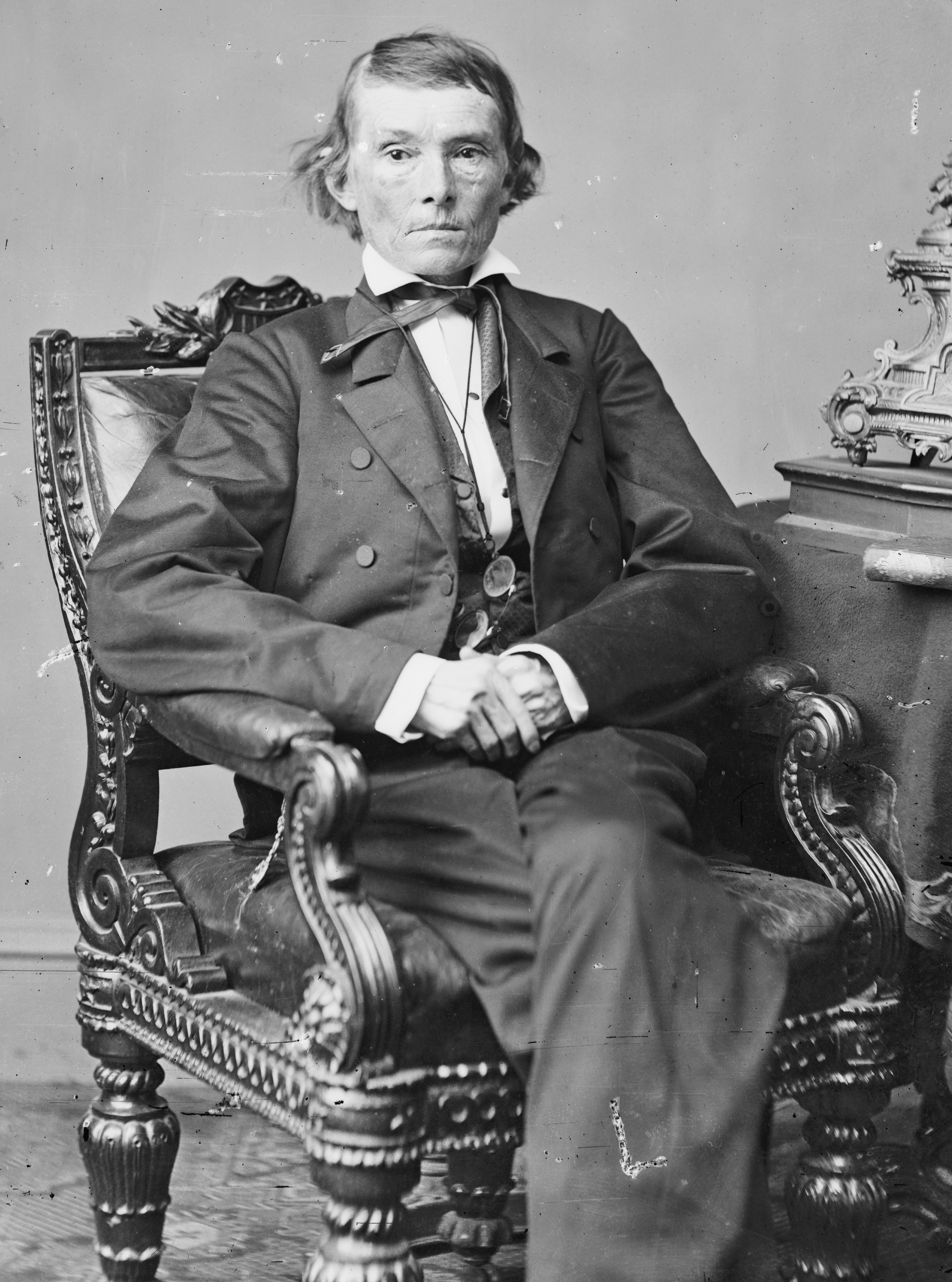
Portrait d'Alexander Stephens

Le discours de la pierre angulaire (en anglais : Cornerstone Speech) est le discours prononcé par vice-président confédéré Alexander Stephens le 21 mars 1861 à Savannah, en Géorgie,.
Ce discours fut prononcé aux premières heures de la guerre de Sécession.
Il est notamment célèbre pour le fait qu'il présente l'esclavage comme étant la cause du conflit ainsi que comme étant la base du nouvel état,,.

## Contenu

### Esclavage
Il énumère les motifs de la récente sécession des États du Sud des États-Unis en affirmant que le gouvernement auquel l'orateur appartient désormais a pour « pierre angulaire » (en anglais : cornerstone) sur laquelle il repose, l'idée que « le nègre n'est pas l'égal de l'homme blanc » et que l'esclavage est « sa condition naturelle et normale »,,,,,,.
Cet esclavage y est présenté comme « la cause immédiate » de la rupture avec les États-Unis et le discours cristallise à ce titre le casus belli de la guerre de Sécession que le Sud déclenche quelques semaines plus tard avec la bataille de Fort Sumter.
"La nouvelle Constitution [du Sud confédéré] a mis fin pour toujours aux questions troublantes liées à notre institution particulière -- l'esclavage africain tel qu'il existe parmi nous -- le statut approprié pour le noir dans notre forme de civilisation. Ceci fut la cause immédiate de la rupture passée et de la révolution présente. Jefferson, dans sa prévision, avait anticipé ceci, comme "le rocher sur lequel la vieille Union se briserait". Il avait raison. Ce qui avec lui était conjecture, est maintenant une réalité. Mais on peut se demander s'il comprenait entièrement la grande vérité sur laquelle ce rocher était posé. Les idées qui prévalaient chez lui et la plupart des hommes d'État au temps de la formation de l'ancienne Constitution étaient, que la réduction en esclavage de l'Africain était une violation des lois de la nature ; qu'elle était mauvaise en principe, socialement, moralement et politiquement. C'était un mal dont ils ne savaient pas bien que faire ; mais l'opinion générale des hommes de ce temps était que d'une façon ou d'une autre, dans l'ordre de la Providence, l'institution serait évanescente et disparaîtrait. [...] Ces idées, cependant, étaient fondamentalement fausses. Elles reposaient sur le présupposé de l'égalité des races. C'était une erreur. C'était une fondation construite dans du sable, et l'idée d'un gouvernement construit sur elle -- quand la tempête vint et le vent souffla, elle tomba. [...]"

"Notre gouvernement est fondé sur les idées exactement opposées : ses fondations sont posées, sa pierre angulaire repose, sur la grande vérité que le nègre n'est pas égal à l'homme blanc ; que l'esclavage, la subordination à la race supérieure, est sa condition naturelle et normale. Ceci, notre nouveau gouvernement, est le premier, dans l'histoire du monde, basé sur cette grande vérité physique, philosophique et morale,."

### Autres sujets

#### Changements constitutionnels
Stephens vante plusieurs aspects de la Constitution des États confédérés, à savoir le fait que les dépenses d’infrastructures uniquement internes à un état ne soient plus supportées par l'état central mais par l'état fédéré, déclarant que « si le port de Charleston a besoin de travaux, que les commerçants de Charleston en supportent la charge ».; il décrit cette disposition comme une protection contre la corruption et l'autonomie des états.
Un autre changement qu'il applaudit est la limitation du mandat du Président des États confédérés d'Amérique à un seul mandat de six ans, ceci afin de limiter la possibilité de trafic d'influence.
Finalement, la possibilité, pour le Congrès des États confédérés, de faire participer les secrétaires et chefs de départements aux débats en tant que participants, est présentée comme un moyen de pouvoir demander des comptes.

#### Relations étrangères
Stephens présente la situation financière du Sud comme étant bonne, contenant 2 200 000 000 $ de propriété taxable et seulement 18 000 000 $ de dettes, comparé aux 174 000 000 $ de dette des États-Unis.
Il compte sur la future sécession de plusieurs autres états tels que la Caroline du Nord et la Virginie, et prédit l'évacuation rapide de Fort Sumter, un espoir qui sera déçu quelques semaines plus tard.

## Réactions
Bien que ce discours ait été accueilli par des applaudissements, des unionistes le citèrent pour décrire les objectifs confédérés: Benjamin Butler dit à des officiers confédérés refusant d'échanger des prisonniers de guerre noirs que "leur opposition au gouvernement des États-Unis a comme pierre angulaire le droit de propriété sur des hommes" tandis que Frederick Douglass, lors d'un discours en 1863 à Philadelphie pour encourager les noirs à s'engager dans l'armée, que « Stephens a énoncé, avec la plus grande clarté et précision, la différence entre les idées fondamentales du gouvernement confédéré et celles du gouvernement fédéral. L'une est basée sur l'idée que les hommes de couleur sont une race inférieure qui peut être asservie et pillée pour toujours et au gré de tout homme de teint différent »,.

## Après la guerre
Alexander Stephens essaya d'affirmer après la guerre que c'était la question des droits des états, et non l'esclavage, qui avait motivé la guerre,.
"Concernant mon discours de Savannah, au sujet duquel tant a été dit [...] je dois dire que le discours était improvisé, les notes du journaliste, qui étaient très imparfaites, furent hâtivement corrigées par moi, et furent publiées sans autre révision et avec plusieurs erreurs manifestes. [...] Ma propre opinion de l'esclavage, telle que je l'avais souvent exprimée, était que si l'institution n'était pas le mieux, ou ne pouvait pas être rendue le mieux, pour les deux races, pour l'avancement et le progrès des deux, physiquement et moralement, elle devrait être abolie. Elle était loin d'être ce qu'elle pouvait et aurait dû être. [...]"
"De grandes améliorations étaient cependant en cours dans la condition des noirs du Sud. Leur condition physique, non seulement pour le nécessaire, mais également pour le confort, était meilleure dans mon propre voisinage en 1860, que ne l'était celle des blancs dans mes premiers souvenirs, disons en 1820. Bien plus aurait été fait, je crois réellement, s'il n'y avait pas eu l'agitation extérieure [du Nord anti-esclavagiste]. J'ai peu de doutes que l'éducation [des noirs] aurait été permise il y a longtemps en Géorgie, s'il n'y avait pas eu la pression extérieure qui avait stoppé la réforme interne."